# Museum für Volkskultur (Spittal an der Drau)

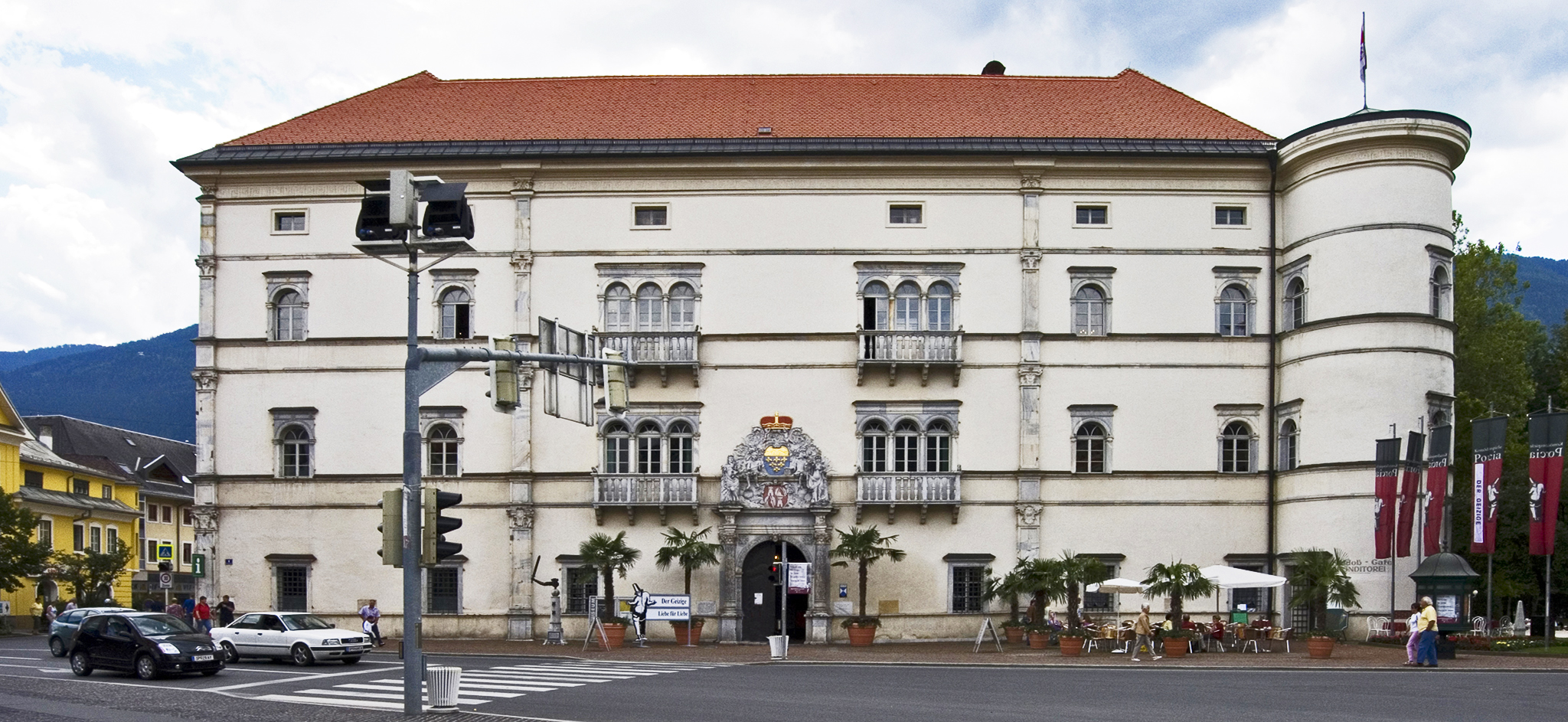
Museum im Schloss Porcia

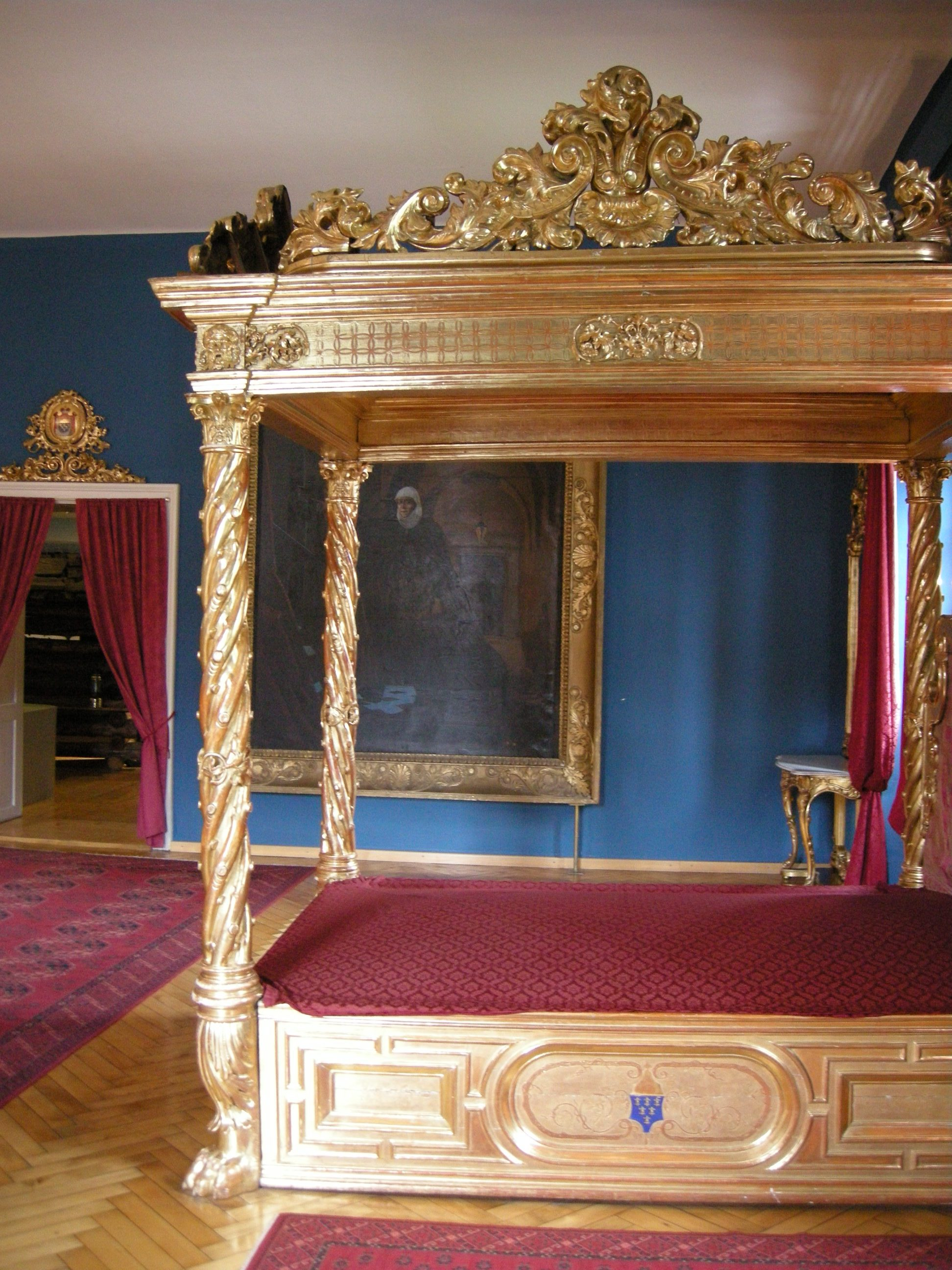
Fürstenzimmer

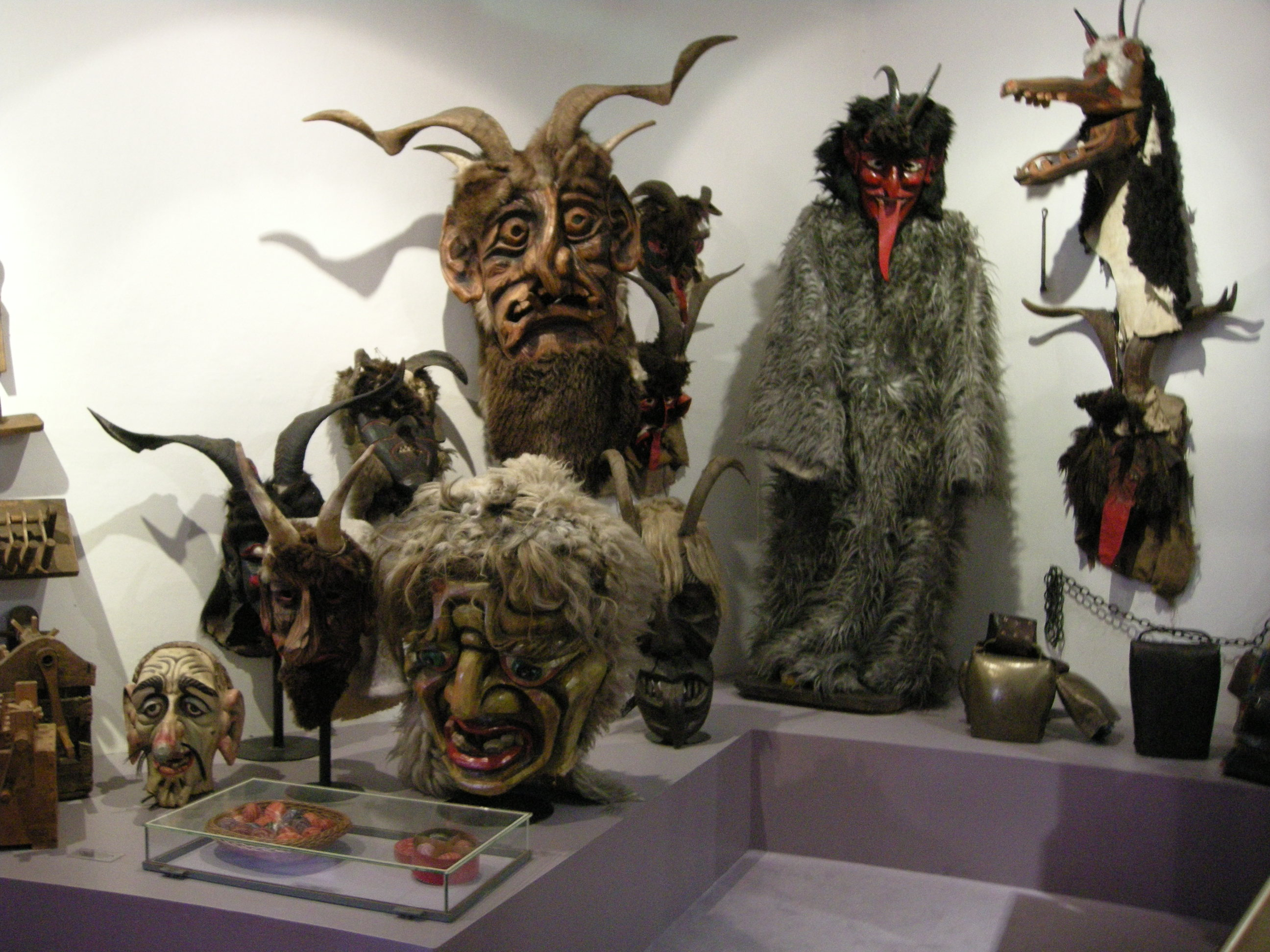
Bereich Brauchtum

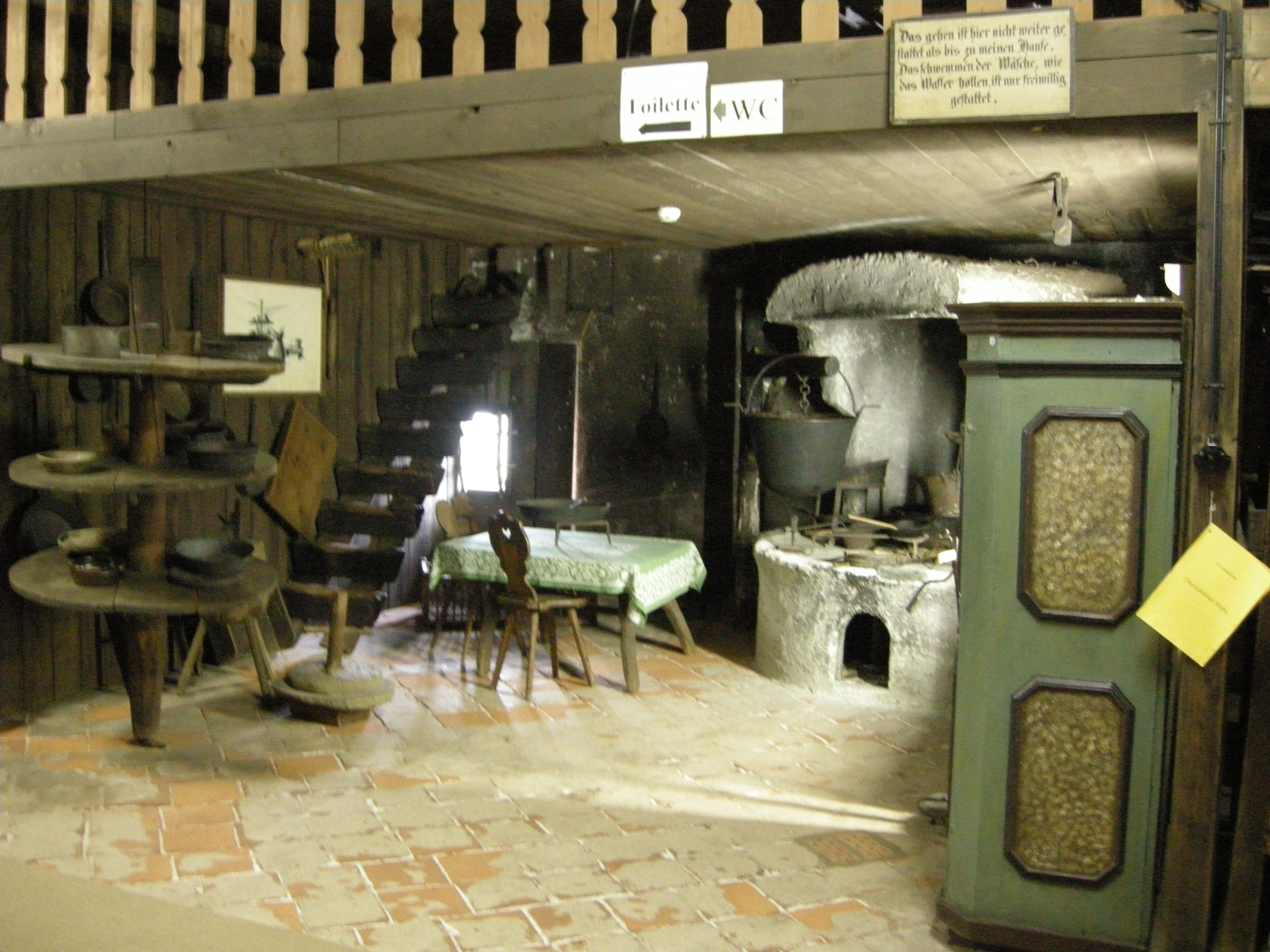
Lurnfelder Rauchkuchl

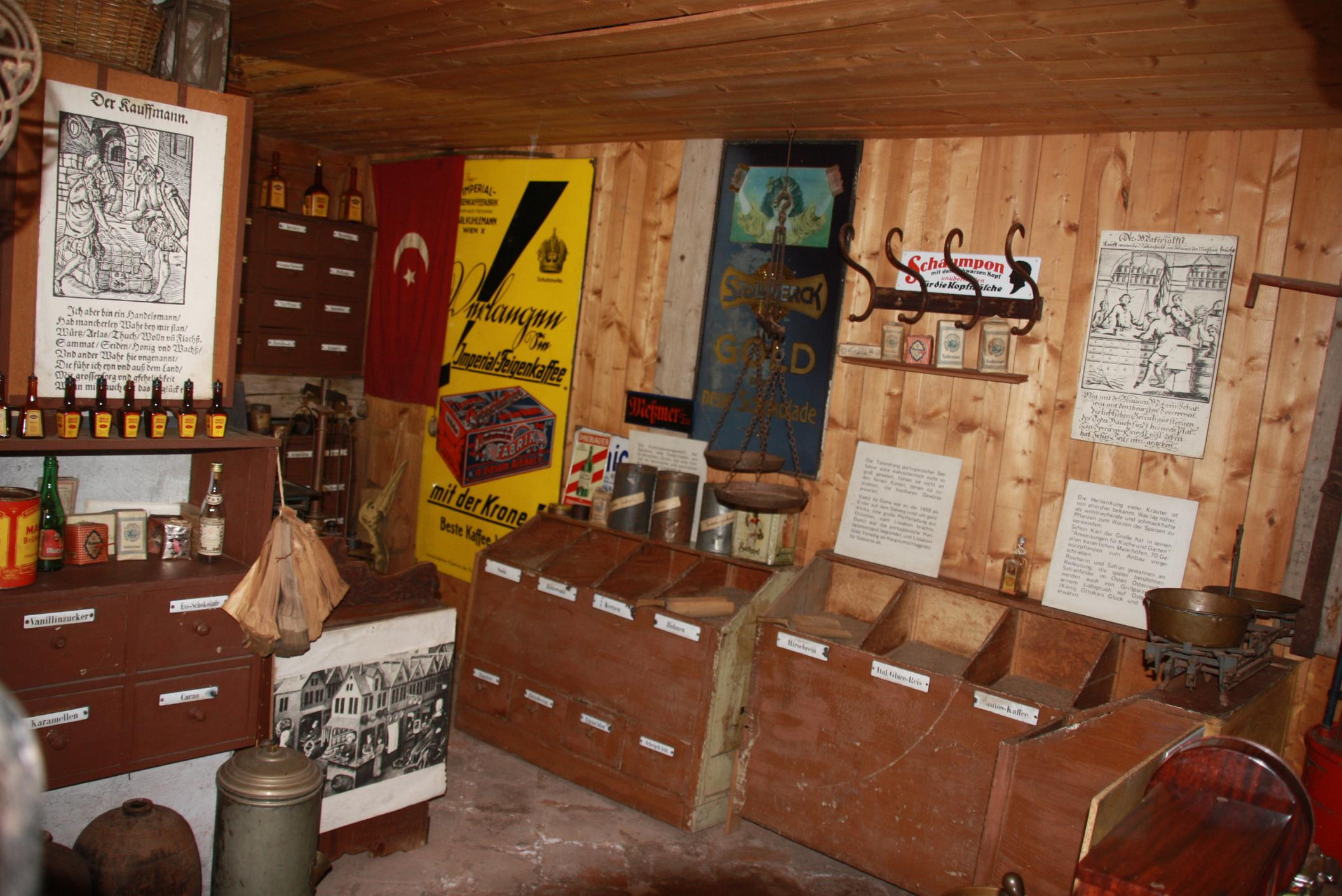
Kaufladen im Museum

Das Museum für Volkskultur in Spittal an der Drau in Kärnten ist ein Museum für Volkskunde in Oberkärnten. Das viertgrößte Volkskundemuseum Österreichs, gegründet 1958, zeigt rund 20.000 Exponate – ausschließlich Schenkungen der Bevölkerung – und wird vom Verein „Bezirksheimatmuseum Spittal/Drau e.V.“ getragen. Die Objekte des vielfach ausgezeichneten Hauses, gruppiert in 47 abgeschlossenen Themenbereichen, geben ein fundiertes Bild des volkskulturellen Lebens in der durchwegs hochalpin geprägten Landschaft, präsentiert im oberen Stockwerken und Dachboden mit offen Dachstuhl im Renaissance-Ambiente des Schlosses Porcia im Stadtzentrum von Spittal.

## Geschichte
Das Museum entstand 1958 als „Bezirksheimatmuseum Spittal an der Drau“ durch die Initiative des damaligen Volksschullehrers Helmut Prasch aus Apriach bei Heiligenblut in Kärnten mit dem Schwerpunkt „Leben und Arbeit des Bauern im alpinen Raum“. Die Stadtgemeinde Spittal überließ dem Verein die beiden obersten Stockwerke des Schlosses Porcia. Ab 1968 kam es zu Erweiterungen um lokale Außenstellen mit Spezialsammlungen. Bis 1987 wurde das Museum ausschließlich ehrenamtlich geführt und verwaltet. Seit 1987 werden unter dem ersten hauptamtlichen Leiter Hartmut Prasch fachgeschichtliche und -didaktische Veranstaltungen angeboten. Das herausragendste museumspädagogische Projekt ist das MUKI (Museum für Kinder), für das das Museum 1989 ausgezeichnet wurde. 1991 erfolgte die Umbenennung in „Museum für Volkskultur“. 1993 wurde renoviert und neu gestaltet. Grundidee des Museums ist die Ausrichtung auf die von der Bevölkerung gespendeten Objekte, „als authentische dreidimensionale Zeugen der Fertigkeit, Arbeits- und Lebensweise wie auch der geistigen Haltung der Menschen“, die weitgehend unverglast gezeigt werden. Im Laufe der Jahre wurde das Museum zu einem der größten volkskundlichen Museen des Alpenraumes. Der Museumsverein war und ist Impulsgeber zur Erhaltung Oberkärntner Kulturgutes wie des Prangers vor dem Schloss, des Malbaums am Neuen Platz oder des Großmühlrades an der Westeinfahrt und Herausgeber vieler Publikationen zur Volkskultur Oberkärntens bzw. Museumsdidaktik.

## Konzept des Museums
Das Museum legt großen Wert auf die aktive Erkundung der Sammlungen. Die Raumtexte sind viersprachig, Deutsch, Englisch, Italienisch und Slowenisch abgefasst. Ein Schwerpunkt ist der Einsatz moderner Informations- und Medientechnik. Multimedia-Terminals liefern Objektinformationen, Basisinformationen über den „Naturraum Oberkärnten“, im Großbildkino ist die ORF-Produktion „Almleben im Jahreslauf“ bzw. der Film „Wasser-Kraft“ zu sehen. Ein „3D-Flugsimulationskino“ erlaubt es selbstnavigierend durch die Täler Oberkärntens zu fliegen. „Lauschinseln“ bieten auf das jeweilige Thema abgestimmte Klangerlebnisse. Seit 1988 werden Angebote für unterschiedliche Zielgruppen angeboten. Es gibt Schülerprogramme, das „MUKI - Museum für Kinder“ oder das Familienprogramm „MMM - Museum macht munter“.

## Erstes Museumsgeschoß
In der ersten Museumsetage im 2. Stock des Schlosses Porcia sind neben dem Eingangsbereich folgende Themen zu sehen: Volksglaube, Brauch, Spielzeug, Alte Schule, Lehrmittelraum, Truhen und Kästen, Karl Truppe Galerie, Mineralien, Goldbergbau, Arsenbergbau, Granatbergbau, Waldglaserzeugung, Fassbinder, Töpfer und Hafner, Gottschee, Bergsteigen, 3-Flugsimulationskino und Fürstenzimmer.

## Zweites Museumsgeschoß
In der zweiten Museumsetage unter offenem Dachstuhl werden folgende Bereiche ausgestellt: Lurnfelder Rauchkuchl, Oberkärntner Bauernstube, Bürgerstube, Bienenhütte, Dreschgeräte, Stockmühle, Dörrhütte, Göpel, Mähen und Heuen, Ackern – Eggen – Säen, Quetschen – Pressen – Brennen, Glättwerk – Gerberbock, Almhütte – Käserei, Wirtshaus, Krämerladen, Marktstand, Wachszieher – Lebzelter, Färben – Drucken – Walken, Waschen, Brechelhütte, Spinnen – Weben – Seildrehen, Zimmerer – Brunnmacher – Schindelklieber, Schlosser – Huf- und Zeugschmied, Wagner – Machler, Fahrnisse, Ölpressen, Hammerschmiede, Korbflechter, Mölltaler Stube und das Großbildkino.

## Außenstellen
Die Außenstellen des Museums orientieren sich an der Kultur- und Wirtschaftsgeschichte des jeweiligen Ortes.
- Die erste Außenstelle des Vereins Bezirksheimatmuseum e. V. war die 1973 gemeinsam mit der Kärntner Bergwacht eingerichtete Arsen-Bergbau-Schauhütte im Pöllatal, einem hochgelegenen Nebental des Liesertals in den Hohen Tauern.
- Das Almwirtschaftsmuseum im Nationalpark Nockberge wurde 1990 in Kooperation mit dem Nationalpark Nockberge auf der Zechner Alm errichtet. In einer Almhütte, eingerichtet mit Gerätschaften auf dem Stand von 1850 bis 1900 und einem ehemaligen Viehstall werden ausführlich dokumentiert die Themen Graswirtschaft, Viehhaltung, Milchwirtschaft und Bäuerlicher Alltag gezeigt.
- Im Gerngroß-City-Center am Neuen Platz, ca. 100 m vom Eingang des Schlosses entfernt, gibt es seit 2003 die Erlebniswelt Eisenbahn, die mit 300 Quadratmetern größte Modelleisenbahn Österreichs. Auf über 600 m Gleisanlagen fahren historische und moderne Zuggarnituren mit 85 Lokomotiven und 350 Waggons. Besonders schöne Teilstrecken der Tauernbahn zwischen Spittal und Mallnitz wurden originalgetreu nachgebaut. Eine historische Fotodokumentation des Baus der Tauernbahn um 1900 ist im Hintergrund zu sehen.
- Eine weitere Außenstelle war das 1. Kärntner Fischereimuseum in der westlichen Bucht des Millstätter Sees in Seeboden. Das in einem typischen Kärntner Rauchstubenhaus von 1638 untergebrachte Fischereimuseum wurde 1979 eingerichtet und Anfang 2008 an die Gemeinde Seeboden übergeben.

## Auszeichnungen
- 1999 Österreichischer Museumspreis für das Oberkärntner Museumspuzzle